# Axlöpare
Axlöpare (Zabrus tenebrioides) är en skalbaggsart som först beskrevs av Johann August Ephraim Goeze 1777.  Axlöpare ingår i släktet Zabrus, och familjen jordlöpare. Arten förekommer i Götaland. Artens livsmiljö är jordbrukslandskap.